# Индустријска зона (Болцано)
Индустријска зона је насеље у Италији у округу Болцано, региону Трентино-Јужни Тирол.
Према процени из 2011. у насељу је живело 167 становника. Насеље се налази на надморској висини од 950 м.